# Facultad de Química (Universidad Nacional Autónoma de México)
La Facultad de Química es una de las 27 entidades académicas de la Universidad Nacional Autónoma de México (UNAM). Realiza actividades de investigación en bioquímica, química analítica, química orgánica, fisicoquímica, química de alimentos, biotecnología, metalurgia, ingeniería química, química farmacéutica, química inorgánica, química nuclear y química teórica. Está organizada en 12 departamentos científicos y 4 unidades, lo que la convierte en el mejor lugar de México para el estudio de ciencias químicas.
La Facultad de Química también ofrece 6 programas de estudios de 4.5 años de duración para la obtención de grados a nivel licenciatura:
- Ingeniería Química
- Ingeniería Química Metalúrgica
- Química
- Química Farmacéutico Biológica
- Química de Alimentos
- Química e Ingeniería en Materiales
- Química Industrial (próxima a abrir en 2024)

La mayor parte de los edificios de la Facultad se encuentran localizados en el campus principal de la UNAM, Ciudad Universitaria, al sur de la Ciudad de México, mientras que también cuenta con dos campi foráneos, el Conjunto Externo de Tacuba, en Tacuba, al oeste de la Ciudad de México, y tiene una pequeña participación en la Estación Foránea de Sisal dependiente de la Facultad de Ciencias (UNAM), en Sisal, Yucatán.
La institución ofrece a su vez programas de estudios de posgrado, para la obtención de grados a nivel maestría y doctorado en diversas áreas:
- Ciencias Químicas
- Ciencias Bioquímicas
- Ingeniería Química
- Administración Industrial
- Docencia para la Educación Media Superior
- Ciencia e Ingeniería de Materiales
- Ciencias del Mar y Limnología
- Bioquímica Clínica

Adicionalmente, la Facultad ofrece varios programas de educación continua, así como también una amplia gama de cursos avanzados y diplomados.

## Historia
A principios del siglo XX, la incipiente industria mexicana se reducía a la producción cervecera, minera, de azúcar, de hilados y tejidos, así como de algunos productos farmacéuticos. El pavoroso dato de un 80 % de analfabetismo en el país reflejaba el atraso cultural e intelectual generalizado. La fuga de técnicos extranjeros, debida al inicio del movimiento revolucionario y a la Primera Guerra Mundial, marcaba la urgente necesidad de formación de grupos de trabajo con personal altamente especializado.
Desde luego, poco puede prosperar una ciencia sin la existencia de un semillero de científicos y técnicos. La primera iniciativa para crear una escuela de química fue presentada por don Juan Salvador Agraz en enero de 1913 al presidente de la República, Francisco I. Madero. La idea de Agraz era "instalar los cursos de peritos químicos industriales... obreros químicos y pequeños industriales, y a los ingenieros químicos y doctores en química". Este último programa no pudo arrancar sino décadas después, en 1941, a pesar de lo cual Agraz fue un visionario que apreció la necesidad de complementar la formación de profesionales con la de investigadores químicos. Esta es la manera correcta de formar personal técnico con competencias que vayan más allá de la simple actitud imitativa y dependiente de la época. Fue una desdicha que, por falta de fondos, el doctorado no haya podido iniciarse entonces.
La fecha clave llegó el 23 de septiembre de 1916 cuando por decreto presidencial del entonces presidente de México, Venustiano Carranza, se funda la Escuela Nacional de Química Industrial en el pueblo de Tacuba. En febrero de 1917 la escuela se incorporó a la UNAM (hoy es su Facultad de Química). Después del año crítico de 1918, en que se pensó seriamente en cerrarla, hacia 1919 se anexa a esta escuela la carrera de farmacia, que hasta entonces se realizaba en la Escuela Nacional de Medicina. Pronto se crearon los laboratorios de análisis y el de preparación de productos químicos orgánicos e inorgánicos. Además, se instaló una planta de éter y se levantaron nuevos edificios destinados a las industrias orgánicas de fermentación, azúcares y almidones, tanatos y curtientes, y farmacéutica. El curso de química orgánica aplicada lo impartió inicialmente don Adolfo P. Castañares, años después director de la escuela.
La carrera de ingeniería química se inició en 1925. Por esos años la escuela contaba con poco más de 600 estudiantes. No es posible hablar de enseñanza de la ingeniería química en México sin hacer mención del ingeniero Estanislao Ramírez, pionero en México en esta disciplina. Después de realizar sus estudios en el Massachusetts Institute of Technology (donde aprendió la enseñanza de las Operaciones Unitarias de su creador, William H. Walker) fue catedrático de Física Industrial en 1922 y luego fundador de la carrera de ingeniería química en la Universidad Nacional, y en el Instituto Politécnico Nacional de la de ingeniería química industrial en 1945; fue el primer profesor y el formador de los primeros maestros de ingeniería química.
Hoy tampoco puede hablarse de este tema sin mencionar a Alberto Urbina del Razo, profesor también en ambas instituciones, la Universidad Nacional y en el Instituto Politécnico Nacional, muy querido y recordado por todos sus alumnos, por la calidad de sus clases. Urbina se formó como ingeniero químico en la misma escuela de Tacuba, a la que ingresó en 1928.
Desde sus comienzos hace 100 años, primero como Escuela de Química Industrial y luego como Escuela Nacional de Ciencias Químicas en Tacuba y a partir de 1965 como la Facultad de Química de la UNAM, ha estado a la cabeza de las instituciones académicas afines del país y ha formado a varias generaciones de profesionales de la química, coadyuvando de manera muy significativa en la preparación en sus egresados líderes, que han influido en la transformación industrial y social de México. La labor académica que a lo largo de este tiempo ha llevado a cabo la Facultad de Química, le ha servido para obtener el prestigio y reconocimiento internacional del que ahora goza.
La Facultad de Química es la única que tiene un patronato específico. Este surgió a finales de la década de los ochenta siendo director de la facultad el Dr. Javier Padilla Olivares, cuando exalumnos con la idea de formar un patronato que pudiera apoyar a fortalecer el gran liderazgo académico de esta institución con recursos económicos esenciales para sus proyectos. En un principio este patronato se dedicó a administrar los fondos que se recaudaron en la campaña de financiamiento organizada en 1986 y quedó formalmente constituido el 10 de octubre de 1990, al inicio de la gestión deFrancisco Barnés de Castro como director de la facultad.

## Profesores y egresados destacados
| - Mario Molina, Premio Nobel de Química en 1995, demostró los mecanismos químicos de la formación del agujero de la capa de ozono causados por los compuestos CFC. - Luis E. Miramontes, Premio Nacional de Química Andrés Manuel del Río en 1986, co-inventor del primer anticonceptivo oral. - Francisco Gonzalo Bolívar Zapata, Premio Príncipe de Asturias de Investigación Científica y Técnica en 1991, desarrolló técnicas de biología molecular para producción de insulina y somatostatina. - Jesús Romo Armería, Premio Nacional de Ciencias y Artes en 1971, sintetizó algunas hormonas. - Alfonso Romo de Vivar, patentó una vía económica de obtención de esteroides de uso farmacéutico. - Roberto Medellín, académico, rector de la UNAM y director del IPN en la década de 1930. - Benito Bucay Faradji, académico, Premio Nacional de Química Andrés Manuel del Río. - Pedro Joseph Nathan, académico e investigador. Premio Nacional de Ciencias y Artes. |

## Instalaciones
La facultad cuenta con las siguientes instalaciones:
- Conjuntos A, B, C y F, dentro de las instalaciones centrales.
- Conjuntos D y E, en el Anexo de la facultad en el Circuito de la Investigación Científica dentro de la misma Ciudad Universitaria.
- Conjunto externo de Tacuba, ubicado en la colonia San Álvaro, al norte de la Ciudad de México.
- Estación foránea en colaboración con la Facultad de Ciencias (UNAM), en Sisal, Mérida, Yucatán.
- Edificio "Mario Molina", inaugurado en 2015 con el objetivo de divulgación química y conexión entre la sociedad y la facultad.

## Exdirectores
- Juan Salvador Agraz(1916-1918)
- Adolfo P. Castañares (1918-1919)
- Francisco Lisci (1919-1920) y (1933-1934)
- Roberto Medellín (1920-1921) y (1929-1931)
- Julián Sierra (1921-1924)
- Ricardo Caturegli Fontes (1924-1927) y (1944 interino)
- Juan Manuel Noriega (1927-1929)
- Rafael Illiescas Fribie (1931-1933) y (1947-1956)
- Fernando Orozco Díaz (1934-1941)
- Manuel Dondé Gorozpe (1941-1944)
- Eugenio Álvarez (1944-1947)
- Francisco Díaz Lombardo ( 1956-1964)
- Manuel Madrazo Garamendi (1964-1970)
- José F. Herrán Arellano (1970-1978)
- Armando Xavier Padilla Olivares (1978-1986)
- Francisco José Barnés de Castro (1986-1993)
- Andoni Garritz Ruiz (1993-1997)
- Enrique Bazúa Rueda (1997-2001)
- Santiago Capella Vizcaíno (2001-2005)
- Eduardo Bárzana García (2005-2011)
- Jorge Manuel Vázquez Ramos (2011-2019)

## Profesores eméritos
- Manuel Dondé Gorozpe
- Fernando Orozco Díaz
- Rafael Illescas Frisbie
- Humberto Estrada Ocampo
- Alberto Urbina del Raso
- José Giral
- José Francisco Herrán Arellano
- Fernando González Vargas
- Francisco Giral González
- César Rincón Orta
- Raúl Cetina Rosado
- Francisco Javier Garfias y Ayala
- Armando Xavier Padilla Olivares
- Jesús Guzmán García
- José Luis Mateos Gómez
- Estela Sánchez Quintanar
- Ángela Sotelo López
- Rodolfo de Santiago Palomares Díaz Ceballos